# Nitrogén-monoxid
| Nitrogén-monoxid                                                                                                |                                                                                            |
| Nitrogén-monoxid                                                                                                |                                                                                            |
| Nitrogén-monoxid                                                                                                |                                                                                            |
| \| \| \| |                                                                                            |
| Kémiai azonosítók                                                                                               |                                                                                            |
| CAS-szám | 10102-43-9                                                                                 |
| PubChem | 145068                                                                                     |
| ChemSpider | 127983                                                                                     |
| EINECS-szám | 233-271-0                                                                                  |
| DrugBank | DB00435                                                                                    |
| KEGG | D00074                                                                                     |
| ChEBI | 16480                                                                                      |
| RTECS szám | QX0525000                                                                                  |
| ATC kód | R07AX01                                                                                    |
| Gyógyszer szabadnév                                                                                             | nitric oxide                                                                               |
| Gyógyszerkönyvi név                                                                                             | Nitrogenii oxidum                                                                          |
| InChIKey | MWUXSHHQAYIFBG-UHFFFAOYSA-N                                                                |
| Beilstein | 3587257                                                                                    |
| Gmelin | 451                                                                                        |
| UNII | 31C4KY9ESH                                                                                 |
| UN-szám | 1660                                                                                       |
| ChEMBL | CHEMBL1200689                                                                              |
| Kémiai és fizikai tulajdonságok                                                                                 |                                                                                            |
| Kémiai képlet                                                                                                   | NO                                                                                         |
| Moláris tömeg                                                                                                   | 30,0061 g/mol                                                                              |
| Megjelenés | színtelen gáz                                                                              |
| Sűrűség | 1,3 g·cm−3 (folyadék) 1,34 g·dm−3 (gáz)                                                    |
| Olvadáspont | −163,6 °C (109,6 K)                                                                        |
| Forráspont | −151,7 °C (121,4 K)                                                                        |
| Veszélyek |                                                                                            |
| EU osztályozás                                                                                                  | Égést tápláló (O), Nagyon mérgező (T+), Maró (C)                                           |
| NFPA 704 | 0 3 2 OX                                                                                   |
| R mondatok | R8, R26, R34                                                                               |
| S mondatok | S9, S17, S26, S28, S36/37/39, S45                                                          |
| Gyúlékonyság | 0                                                                                          |
| Rokon vegyületek                                                                                                |                                                                                            |
| Rokon nitrogén-oxidok                                                                                           | dinitrogén-oxid dinitrogén-trioxid nitrogén-dioxid dinitrogén-tetroxid dinitrogén-pentoxid |
| Rokon vegyületek                                                                                                | ammónium-nitrát                                                                            |
| Ha másként nem jelöljük, az adatok az anyag standardállapotára (100 kPa) és 25 °C-os hőmérsékletre vonatkoznak. |                                                                                            |
| |                                                                                            |

A nitrogén-monoxid színtelen, vízben rosszul oldódó gáz, szervetlen vegyület. Folyékony halmazállapotban színtelen, melyet sok helyen tévesen kék színűnek említenek. Az esetleges kék színt a nyomokban jelenlevő dinitrogén-trioxidtól kapja, szilárd halmazállapotban színtelen. Párosítatlan elektront tartalmaz, ezért paramágneses tulajdonságú.

## Kémiai tulajdonságai
Közönséges hőmérsékleten a levegő oxigénjével azonnal vörösbarna színű nitrogén-dioxid keletkezik belőle. Párosítatlan elektront tartalmaz.
{\displaystyle \mathrm {2\ NO+O_{2}\rightarrow 2\ NO_{2}} }
Telítetlen vegyület, emiatt a reakciókészsége nagy. Klór hatására nitrozil-kloriddá alakul:
{\displaystyle \mathrm {2\ NO+Cl_{2}\rightarrow 2\ NOCl} }
Ha oxigén jelenlétében tömény kénsavban nyeletik el, nitrozil-kénsav képződik.
{\displaystyle \mathrm {2\ H_{2}SO_{4}+2\ NO+{\frac {1}{2}}\ O_{2}\rightarrow 2\ HO{-}SO_{2}{-}O{-}NO+H_{2}O} }

## Előfordulása
A természetben villámcsapások hatására a nitrogén reakcióba lép az oxigénnel, és nitrogén-monoxid keletkezik. Ezt azonban a légkör oxigénje nitrogén-dioxiddá oxidálja. A nitrogén-dioxid víz hatására salétromossavvá és salétromsavvá alakul. Ezért nagy viharok alkalmával kis mennyiségű salétromossav és salétromsav is kerül a levegőbe és az esővízbe.

## Előállítása
Előállítása történhet kb. 30%-os töménységű salétromsav és fémréz reakciójával, vagy ammóniagáz oxidációjával 700 °C körüli hőmérsékleten.
{\displaystyle \mathrm {3\ Cu+8\ HNO_{3}\rightarrow 3\ Cu(NO_{3})_{2}+2\ NO+4\ H_{2}O} }
{\displaystyle \mathrm {4\ NH_{3}+5\ O_{2}\rightarrow 4\ NO+6\ H_{2}O} }

## Élettani szerepe
Az emlősök testében fontos neurotranszmitter. A baktériumok, a növények, gombák és állatok sejtjeiben is keletkezhet, fontos szabályozó szereppel rendelkezik olyan folyamatokban mint pl. antibiotikum-rezisztencia kialakulása, ATP-termelés és sejtlégzés, apoptózis, fotoszintézis, fagocitózis, sejtmozgás; mikorrhiza-növény szimbiózis illetve gomba-alga szimbiózis létrejötte.